# 东固平民银行旧址
26°43′38″N 115°23′37″E / 26.72722°N 115.39361°E
东固平民银行旧址位于中国江西省吉安市青原区东固畲族乡街道中心，1987年被列为江西省文物保护单位，2013年被列为第七批全国重点文物保护单位。
1928年春，黄启绶等人办起了东固平民借贷所。同年10月，中共东固区委、红二团决定以平民借贷所为基础创办东固平民银行，黄启绶任行长。1930年3月改为东固银行，即赣西南苏维埃政府银行，7月又改称赣西南工农银行。1930年11月改为江西工农银行，由江西省苏维埃政府领导。1932年3月，与闽西工农银行合并组建为中华苏维埃国家银行，即中国人民银行的前身。
一同列入保护的还有敖上村东固敖上平民银行金库旧址、敖上防空洞、战壕、螺坑村东固无线电培训班旧址、富田潢汾村东固消费合作社花岩分社（袁氏宗祠）、江城村东固平民银行江城分社旧址（崇义堂）、东固平民银行江城分社旧址（惇叙堂）、陂下村东固平民银行下坪分社继志堂。